# Odontoglossum
Die Einteilung der Lebewesen in Systematiken ist kontinuierlicher Gegenstand der Forschung. So existieren neben- und nacheinander verschiedene systematische Klassifikationen. 
Das hier behandelte Taxon ist durch neue Forschungen obsolet geworden oder ist aus anderen Gründen nicht Teil der in der deutschsprachigen Wikipedia dargestellten Systematik.

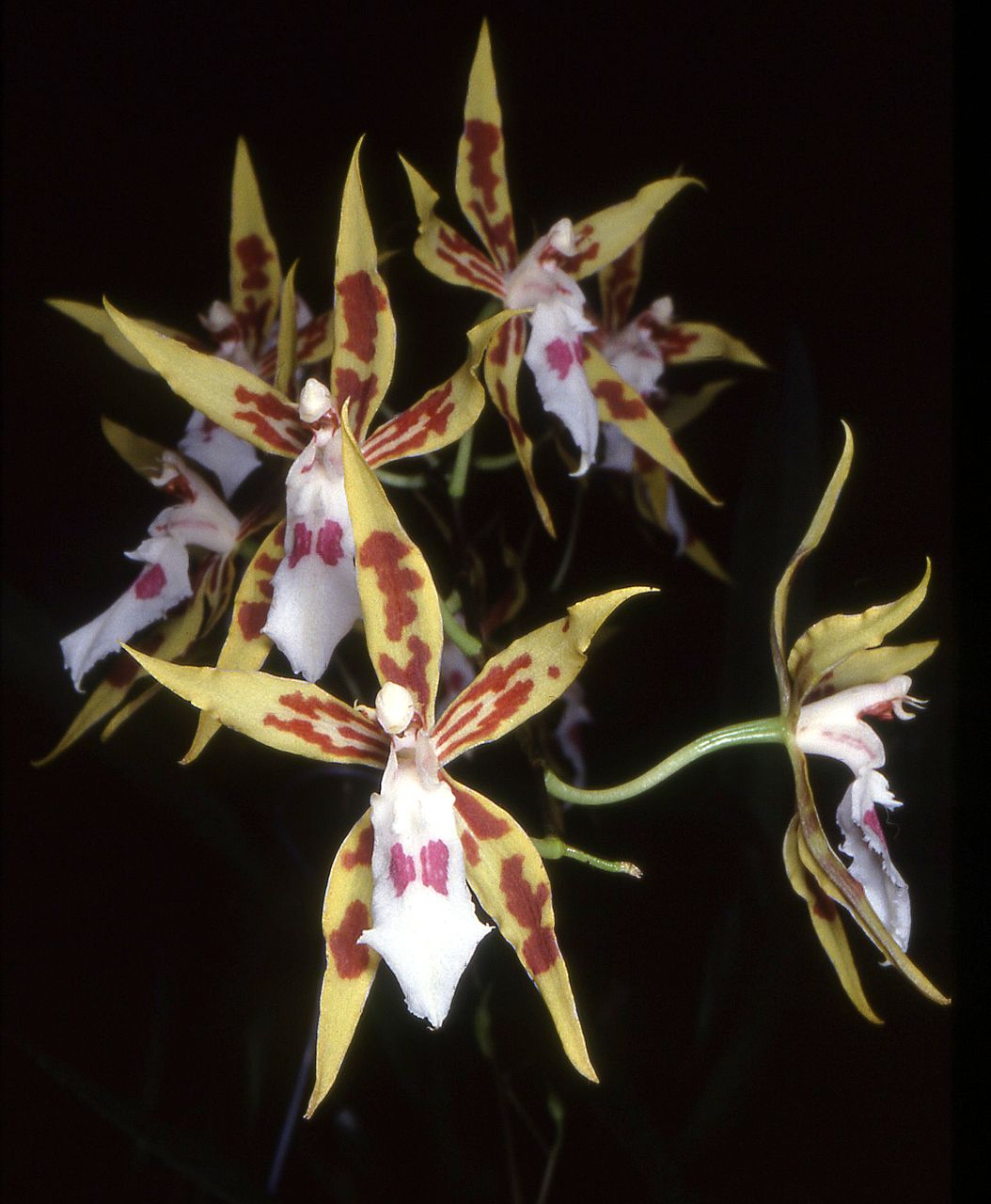
Oncidium constrictum, ehemals Odontoglossum constrictum

Die Gattung Odontoglossum war bis 2012 Gattungsname für eine Vielzahl von aus Südamerika stammenden, epiphytisch wachsenden Orchideen. Der Gattungsname ist derzeit ein Synonym für die Gattung Oncidium, mit der Odontoglossum zusammengelegt wurde.

## Verbreitung
Man findet die Arten in Höhenlagen zwischen 1500 m und 3000 m in Südamerika. Das Verbreitungsgebiet erstreckt sich von Guyana und Venezuela im Nordosten entlang der Anden über Kolumbien, Ecuador und Bolivien bis nach Peru.

## Systematik und botanische Geschichte
Die Gattung Odontoglossum wurde erstmals 1816 von Karl Sigismund Kunth in Nova Genera et Species Plantarum Band 1, Teil 4, Seite 350 (ed. qto.); 281 (ed. fol.) beschrieben. Der Name setzt sich aus den griechischen Worten odontus „Zahn“ und glossa „Zunge“ zusammen. Typusart ist Odontoglossum epidendroides. In der Folge wurden zahlreiche, teils sehr unterschiedliche Arten als Odontoglossum beschrieben, so dass die Gattung mehr als 400 Arten zählte. In den darauffolgenden Jahren wurden einige Gattungen separiert, so zum Beispiel Rossioglossum. 2012 wurde die Gattung aufgrund von DNA-Analysen revidiert und ist nun ein Synonym für die Gattung Oncidium.